# فابريسيو كامويس
فابريسيو دوس سانتوس كامويس (تلفظ برتغالي: /faˈbɾisju kaˈmõjs/؛ مواليد 23 ديسمبر 1978) هو مُقاتل فنون قتالية مختلطة برازيلي.

## وصلات خارجية
- فابريسيو كامويس على موقع يو إف سي (الإنجليزية)
- فابريسيو كامويس على موقع شيردوغ (الإنجليزية)
- فابريسيو كامويس على موقع IMDb (الإنجليزية)
- فابريسيو كامويس على موقع IMDb (الإنجليزية)
- فابريسيو كامويس على موقع قاعدة بيانات الفيلم (الإنجليزية)